# 緒方信一つるし上げ事件
緒方信一つるし上げ事件(おがたしんいちつるしあげじけん)または緒方事件は、1958年8月4日、戦時中昭南特別市の警務部長だった緒方信一がシンガポールに立ち寄った際に、G・H・キアット（呉佛吉）が開いた歓迎会の席上星洲華僑集体鳴冤委員会理事の荘恵泉にシンガポール華僑粛清事件の遺体の埋葬場所はどこかと詰問され、翌5日にシンガポールを離れる際、空港に荘恵泉や同事件の遺族ら鳴冤委員会のメンバーが集まって緒方を糾弾しようとした事件。

## 墓参
1958年に、戦時中昭南特別市の警務部長で、当時文部省大学学術局長となっていた緒方信一は、当時警察協助協会の書記長で戦後も親交のあった余［火卓］華がシンガポールで他界したことを知り、同年8月3日、ジュネーブで開かれた初等教育に関する国際会議の帰途に、墓参のためシンガポールに立ち寄った。

## 荘恵泉の詰問
その際、親交のあったG・H・キアット（呉佛吉）にも訪星を連絡したところ、呉がシンガポールの各新聞社に連絡したため3日付の新聞記事で告知され、緒方がシンガポールのパヤレバー飛行場に到着すると、大勢の新聞記者に取り囲まれ、シンガポール華僑粛清事件や泰緬鉄道建設での死者数や、警察庁長時代、どんな手段で治安維持をはかったのか、など日本軍占領中の事績についてコメントを求められた。緒方は出迎えた呉に助けられて空港を出た。
翌4日、緒方は、墓参を済ませ、新聞を見て宿泊先のキャセイ･ホテルを訪れた旧警察関係者と面会するなどした後、夕刻、呉の自宅で開かれた歓迎会に出席した。歓迎会には元136部隊華人部隊副長で、星洲華僑集体鳴冤委員会の総務部長となっていた荘恵泉も出席していて、緒方に詰め寄って、握手を拒否し、粛清事件の犠牲者の埋葬場所を教えてくれと緒方を問い詰めた。
呉が「緒方は粛清とは関係ない」と取りなし、緒方は事件後の1942年7月にシンガポールに着任したため埋葬場所は知らないと弁明したが、荘は聞き入れず、自分の弟が当時警察に殺された話をしたので、緒方は"It's a pity."と答えてうなだれていた。
呉は後に、「緒方は私にはよくしてくれたが、他の人に対してどうだったかは知らない。日本の占領期間中には2人の息子を亡くすなど多くの身内が命を落としており、日本人が好きというわけではないが、緒方は好い人であり、家族が訪日時に世話になったのでお礼のつもりで歓迎会を開いた。荘はよき友人であり、緒方に会って話がしたいと頼まれたので歓迎会に呼んだ」とする文書を『南洋商報』に寄稿している。

## 空港での騒動
新聞報道や歓迎会での事件を受けて、緒方の安全を気遣った在シンガポール日本総領事館が外出を控えるように要請し、緒方は5日夜の日航機でシンガポールを離れるまでこれに従い、車中から市内を観光した。
離星の際、空港の正面入口には荘恵泉に率いられた鳴冤会のメンバー十数名が集まっていて、緒方を糾弾しようと待ち構えていた。しかし緒方は正面入口とは別の入口から空港に入ってそのまま飛行機に搭乗し、荘と鳴冤会のメンバーらは肩透かしにあった。
緒方は日本への帰路、経由地の香港でも新聞記者に取り囲まれた。

## 余波
日本の新聞は、ジャパン・タイムズが緒方が荘恵泉の抗議を受けたことを報じた程度で、ほとんどこの事件を報道しなかった。日本政府は緒方から事情を聞き、外務省は在シンガポール総領事館に緒方のシンガポール訪問の経緯について報告を求めた。
後日、シンガポールの入国管理当局が緒方にビザを発給していたことが問題視され、戦時中に情報工作や戦争犯罪に関わった人物の入国を差し止めるべきだと議論された。

## 関連事件
1958年12月10日、ゲーラン路のハッピー･ワールドで開催されていた日本商品展示会の会場で、荘恵泉が、「大声で前日が日本のマレー攻撃の17周年記念日であることを聴衆に思い出させ」、「日本と取引をするビジネスマンは日本軍が戦時中にマラヤで行った虐殺を忘れてはならない」と叫んだ。
翌日のストレート･タイムズには、演説をする荘恵泉と、当惑してうつむく日本代表の写真が掲載された。